# Eleutherodactylus syristes
Eleutherodactylus syristes es una especie de anfibio anuro de la familia Eleutherodactylidae.

## Distribución geográfica
Esta especie es endémica del estado de Oaxaca en México. Habita en el lado del Pacífico de Sierra de Miahuatlán y Sierra Mixteca.

## Descripción
El holotipo masculino mide 27 mm.

## Publicación original
- Hoyt, 1965 : A new frog of the genus Tomodactylus from Oaxaca, Mexico. Journal of the Ohio Herpetological Society, vol. 5, n.º 1, p. 19-22.[6]